# Astala vigasia
Astala vigasia är en fjärilsart som beskrevs av William Schaus 1901. Astala vigasia ingår i släktet Astala och familjen säckspinnare. Inga underarter finns listade i Catalogue of Life.